# Eugen Wacker
Pour les articles homonymes, voir Wacker.
Eugen Wacker ou Evgeny Vakker (Евгений Ваккер en russe), né le 18 avril 1974 à Kirn en Allemagne, est un coureur cycliste kirghiz. Il a notamment remporté plusieurs championnats du Kirghizistan de cyclisme sur route. 

## Biographie
En avril 2017, il est provisoirement suspendu pour dopage au meldonium par l'UCI.

## Palmarès sur route

### Par années
- 2000
  - Classement général du Herald Sun Tour
- 2001
  - Classement général du Szlakiem Grodów Piastowskich
  - 1re étape du Tour de Beauce (contre-la-montre par équipes)
  - 4e étape de l'Inter. Course 4 Asy Fiata Autopoland
  - 12e étape du Herald Sun Tour (contre-la-montre par équipes)
  - 3e de la Melbourne to Warrnambool Classic
- 2002
  -  Champion du Kirghizistan sur route
  -  Champion du Kirghizistan du contre-la-montre
  -  Médaillé d'argent du contre-la-montre aux Jeux asiatiques
- 2003
  -  Champion du monde B du contre-la-montre
  -  Champion du Kirghizistan sur route
  -  Champion du Kirghizistan du contre-la-montre
  - 3e du Duo normand (avec Artjom Botschkarew)
- 2004
  -  Champion du Kirghizistan sur route
  -  Champion du Kirghizistan du contre-la-montre
- 2006
  -  Médaillé d'argent du contre-la-montre aux Jeux asiatiques
- 2007
  -  Champion du monde B du contre-la-montre
  -  Champion d'Asie du contre-la-montre
  -  Champion du Kirghizistan sur route
  -  Champion du Kirghizistan du contre-la-montre
  - 4e étape du Tour de Turquie
  - 3e du Kerman Tour
- 2008
  -  Champion d'Asie du contre-la-montre
  -  Champion du Kirghizistan sur route
  -  Champion du Kirghizistan du contre-la-montre
- 2009
  -  Champion du Kirghizistan sur route
  -  Champion du Kirghizistan du contre-la-montre
  - 4e étape du President Tour of Iran
  -  Médaillé de bronze au championnat d'Asie du contre-la-montre
- 2010
  -  Champion du Kirghizistan sur route
  -  Champion du Kirghizistan du contre-la-montre
  -  Médaillé d'argent du contre-la-montre aux Jeux asiatiques
  - 2e du Mémorial Davide Fardelli (contre-la-montre)
  -  Médaillé de bronze au championnat d'Asie du contre-la-montre
- 2011
  -  Champion d'Asie du contre-la-montre
  -  Champion du Kirghizistan sur route
  -  Champion du Kirghizistan du contre-la-montre
- 2012
  -  Champion d'Asie du contre-la-montre
  -  Champion du Kirghizistan sur route
  -  Champion du Kirghizistan du contre-la-montre
- 2013
  -  Champion du Kirghizistan sur route
  -  Champion du Kirghizistan du contre-la-montre
  -  Médaillé de bronze au championnat d'Asie du contre-la-montre
- 2014
  -  Médaillé d'or du contre-la-montre au championnat arabe des clubs
  -  Médaillé d'or du contre-la-montre par équipes au championnat arabe des clubs (avec Badr Mirza, Yousif Mirza et Ahmed Al Mansoori)
  -  Médaillé d'argent au championnat d'Asie du contre-la-montre
  -  Médaillé d'argent du contre-la-montre aux Jeux asiatiques
- 2015
  -  Champion du Kirghizistan sur route
  -  Champion du Kirghizistan du contre-la-montre
  - 3e étape du Tour d'Al Zubarah
  - 2e du Tour d'Al Zubarah
  - 9e du championnat d'Asie sur route

### Classements mondiaux
| Année           | 2005 | 2006 | 2007 | 2008 | 2009 | 2010 | 2011 | 2012 | 2013 | 2014 | 2015 | 2016 |
| --------------- | ---- | ---- | ---- | ---- | ---- | ---- | ---- | ---- | ---- | ---- | ---- | ---- |
| UCI Asia Tour   |      |      | 14e  | 29e  | 30e  | 35e  | 44e  | 40e  | 46e  | 211e | 26e  | 243e |
| UCI Europe Tour | 940e |      | 677e | 812e | 606e | 457e |      | 790e |      |      |      |      |

## Palmarès sur piste

### Jeux asiatiques
- Bangkok 1998
  -  Médaillé de bronze de la poursuite